# 요하네스 폰 트라프
요하네스 폰 트라프(독일어: Johannes von Trapp, 1939년 1월 17일 ~ )는 오스트리아계 미국인 가수이자 뮤지컬과 영화 사운드 오브 뮤직에 영감을 준 트라프 패밀리 싱어즈의 전 멤버이다. 그는 열 번째이자 막내 멤버이다. 2023년 9월 기준으로 그는 폰 트라프 가족의 형제자매 중에서 마지막 생존인물이다.

## 생애
요하네스 폰 트라프는 가족이 콘서트 투어를 하고 있던 1939년 필라델피아에서 태어났다. 그가 8세인 1947년 아버지 게오르크 루트비히 폰 트라프가 사망하였다. 그의 형제로는 로즈마리(1929~2022)와 엘레오노르(1931~2021)가 있다. 1956년 코네티컷의 캔터베리 학교(Canterbury School)에서 예비학교(prep school)를 졸업하고, 그해 말 대가족 구성원의 일부와 함께 선교를 위하여 뉴기니로 갔다. 그는 나중에 중위로 버몬트주 방위군에 합류했다. 1967년 텍사스주 포트 샘 휴스턴에서 의료 장교로 교육을 받았다.
1969년에 다트머스 대학교를 졸업하고 예일 대학교 임업 학교에서 석사 학위를 받았다. 그는 가족 호텔의 재정을 돕기 위해 버몬트주 스토(Stowe)로 돌아가서 가족 리조트인 트랩 패밀리 롯지의 관리자가 되었다. 1977년에 브리티시 컬럼비아로 이주한 후 그후 몬타나의 목장으로 이사했는데, 결국 버몬트에서 가족 사업을 경영하기 위해 돌아 왔다.
1969년 폰 트라프는 린 피터슨과 결혼하였고 두 자녀를 두었다. 그는 2008년 7월 28일 그의 이복 누나인 마리아 프란치스카와, 그의 이복 형 베르너의 미망인인 에리카와 함께 잘츠부르크 아이겐(Salzburg Aigen)의 트라프 빌라를 방문했다.